# Organització territorial de l'Iran
La divisió administrativa de l'Iran consisteix en 31 províncies (en persa: استان, ostān, i en plural استان‌ها ostānhā). La capital provincial (markaz) sol ser la ciutat més gran de la província. L'autoritat provincial és exercida per un governador general (ostāndār), nomenat pel ministre de l'Interior amb el vistiplau del govern de l'Iran.

## Història moderna

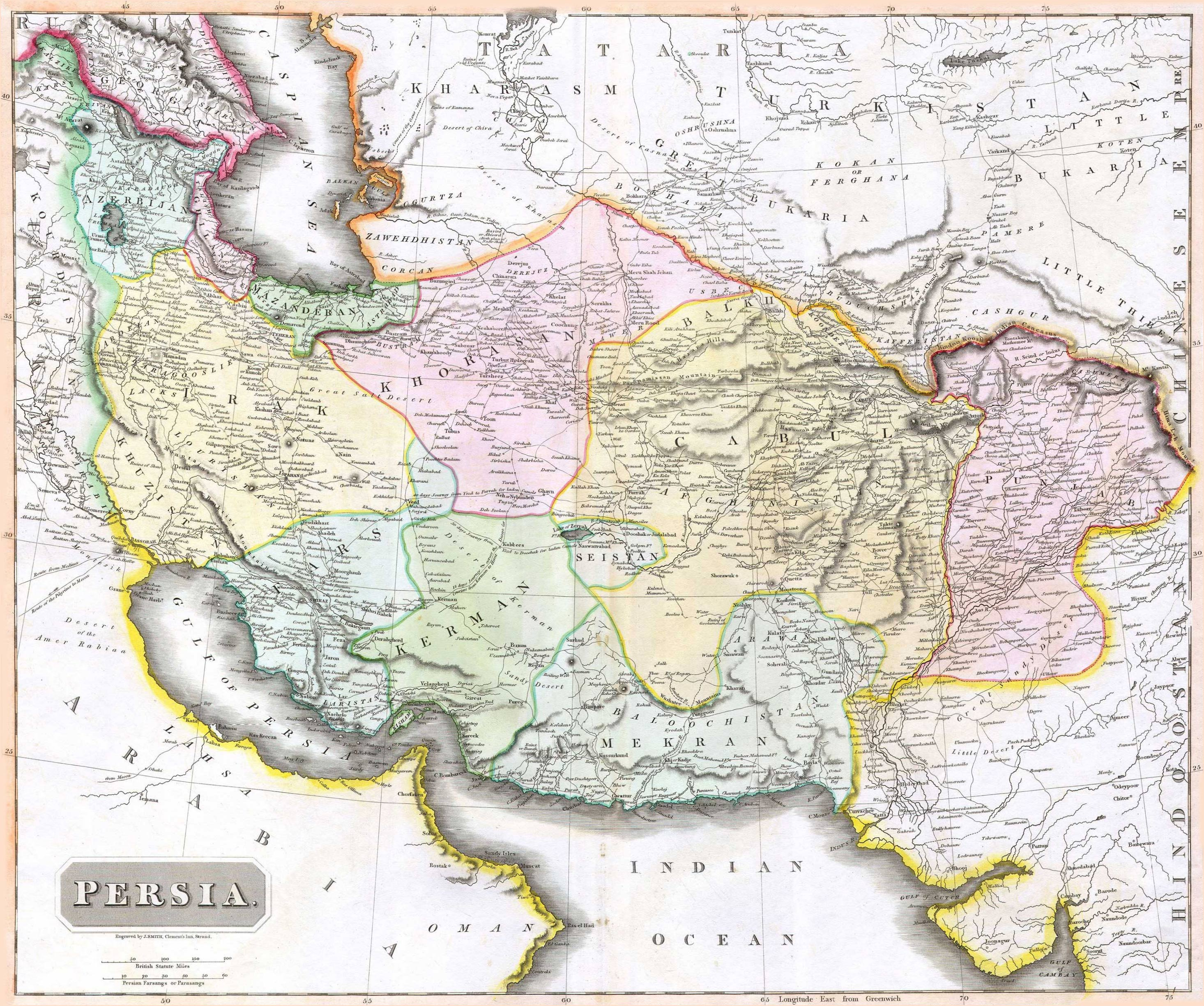
Les províncies de Pèrsia el 1814 incloïen Afganistan i part de Pakistan i d'Iraq.

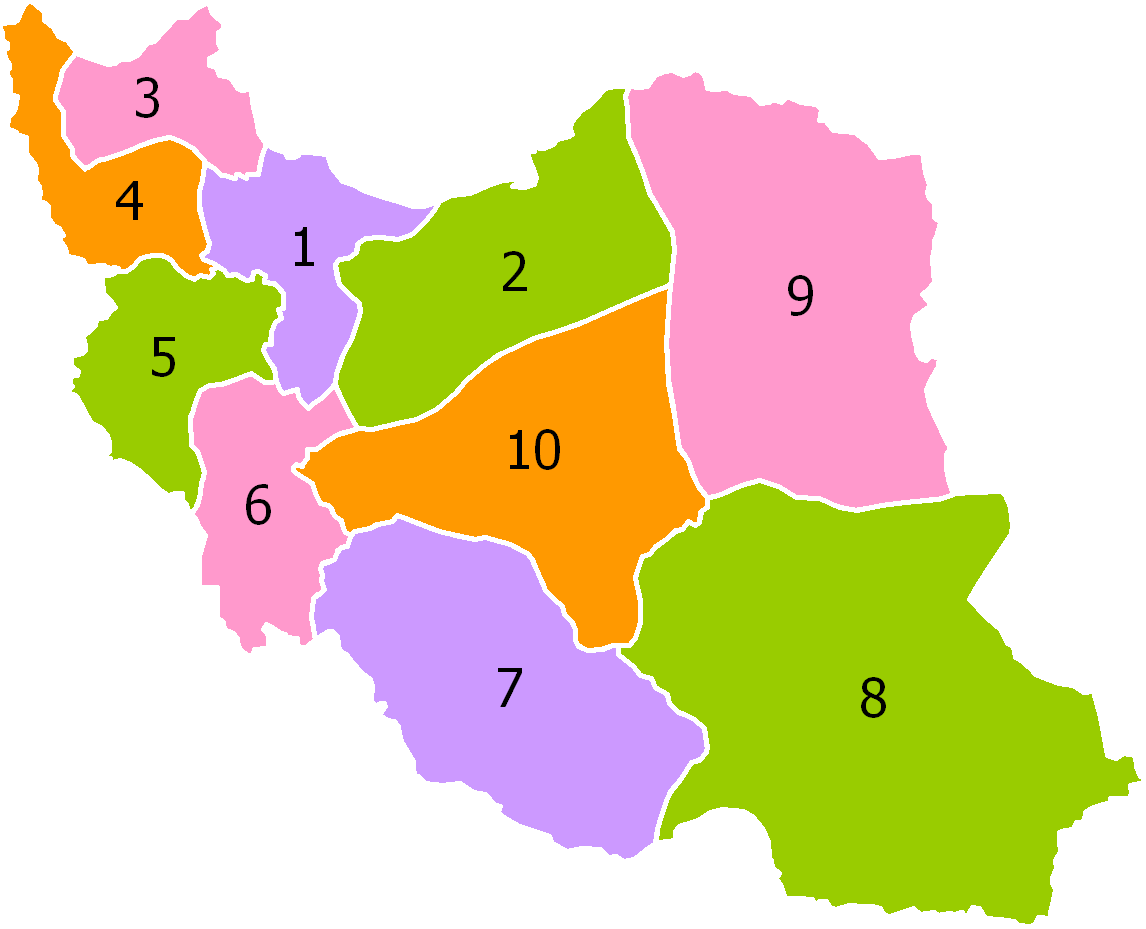
Iran el 1934.

Segons l'Encyclopædia Britannica, el 1908 Pèrsia es dividia en 26 províncies i 9 dependències: 
- Províncies: 1. Arabistan i Bakhtiari, 2. Astarabad i Gurgan, 3. Azerbaijan, 4. Fars, 5. Gerrus, 6. Gilan i Talish, 7. Hamada[n], 8. Irak, Gulpaigan, Khunsar, [Kezzaz, Ferakan i Tusirkhan], 9. Esfahan, 10. Kashan, 11. Kazvin, 12. Kerman i Balutxistan, 13. Kermanshah, 14. Kamseh, 15. Khar, 16. Khorasan, 17. Kum, 18. Kurdistan, 19. Luristan i Burujird, 20. Mazandaran, 21. Nehavend, Malayir i Kamereh, 22. Savah, 23. Samnan i Damghan, 24. Shahrud i Bostam, 25. Teheran, 26. Zerend i Bagdadi Shahsevens.
- Dependències: 1. Asadabad, 2. Demavend, 3. Firuzkuh, 4. Josehekan, 5. Kangaver, 6. Natanz, 7. [], 8. Tarom Ulia, 9. Kharakan.

Fins al 1950, Iran es dividia en 12 províncies: Ardalan, Azerbaijan, Balutxistan, Fars, Gilan, Araq-e Ajam, Khorasan, Khuzestan, Kerman, Larestan, Lorestan i Mazandaran.
El 1950, Iran fou reorganitzat en 10 províncies subdividides en governacions: Gilan, Mazandaran, Azerbaijan Oriental, Azerbaijan Occidental, Kermanshah, Khuzestan, Fars, Kerman, Khorasan i Esfahan.
Entre el 1960 i el 1981, les governacions van anar sent elevades d'una en una a l'estatus provincial. Des d'aleshores, s'han creat diverses províncies noves. Els casos més recents foren el 2004, amb la divisió de l'antiga província de Khorasan en tres, i el 2010, que es va segregar la nova província d'Alborz de la de Teheran.

## Províncies actuals

Divisió administrativa actual de l'Iran.

L'Iran està dividit en trenta-una províncies (ostan), cada una sota la responsabilitat d'un governador (استاندار, ostāndār). Les províncies se subdivideixen en comtats (xahrestan), i aquests en districtes (bakhsh) i subdistrictes (dehestān).

## Informació sobre les províncies

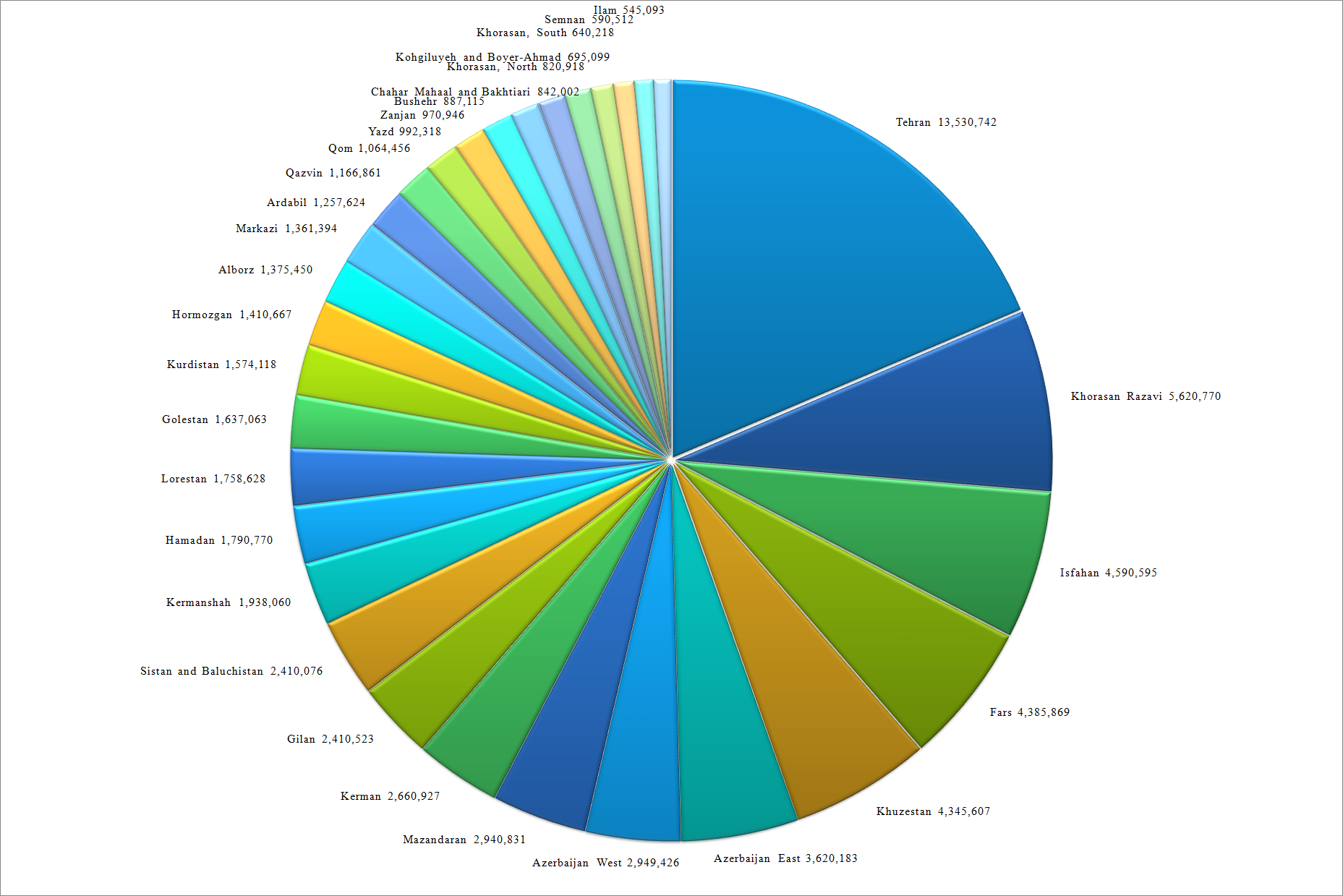
Diagrama de població per províncies.
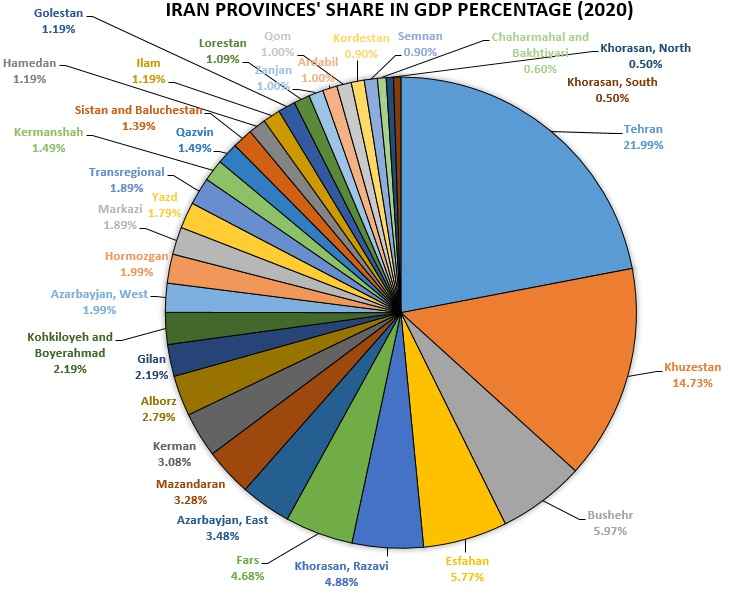
Diagrama de contribució al PIB per províncies.

## Llista de províncies
| Província                 | Capital      | Superfície    | Densitat (hab./km²) | Shahrestans (comtats) | Notes | Mapa |                           |
| ------------------------- | ------------ | ------------- | ------------------- | --------------------- | ----- | --- | ------------------------- |
| Alborz                    | Karaj        | 5.833 km²     | 2.412.568           | 410 hab./km²          | 4     | Fins al 2010, Alborz formava part de la província de Tehran. | Alborz                    |
| Ardabil                   | Ardabil      | 17.800 km²    | 1.257.624           | 70,7 hab./km²         | 9     | Fins al 1993, Ardabil formava part de l'Azerbaidjan Oriental. | Ardabil                   |
| Azerbaidjan Oriental      | Tabriz       | 45.650 km²    | 3.620.183           | 76,7 hab./km²         | 19    | | Azerbaidjan Oriental      |
| Azerbaidjan Occidental    | Urmia        | 37.437 km²    | 2.949.426           | 78,8 hab./km²         | 14    | Sota la dinastia Pahlavi, Urmia s'anomenava Rezaiyeh. | Azerbaidjan Occidental    |
| Buixehr                   | Buixehr      | 22.743 km²    | 1.032.949           | 45 hab./km²           | 9     | Originalment, era part de la província de Fars. Fins al 1977, aquesta província s'anomenava Khalij-e Fars (Golf Pèrsic). | Buixehr                   |
| Chahar Mahall i Bakhtiari | Xahrekord    | 16.332 km²    | 857.910             | 53 hab./km²           | 6     | Fins al 1973, formava part de la província d'Esfahan. | Chahar Mahall i Bakhtiari |
| Fars                      | Siraz        | 122.608 km²   | 4.385.869           | 35,8 hab./km²         | 23    | | Fars                      |
| Gilan                     | Rasht        | 14.042 km²    | 2.410.523           | 171,7 hab./km²        | 16    | | Gilan                     |
| Golestan                  | Gorgan       | 20.195 km²    | 1.637.063           | 81,1 hab./km²         | 11    | El 1997, els shahrestans d'Aliabad, Gonbad-e-kavus, Gorgan, Kordkuy, Minudasht i Torkaman foren segregats de la província de Mazandaran per constituir la de Golestan. La ciutat de Gorgan es va dir Esteraba o Astarabad fins al 1937. | Golestan                  |
| Hamadan                   | Hamadan      | 19.368 km²    | 1.790.770           | 91 hab./km²           | 8     | Abans formava part de la província de Kermansah. | Hamadan                   |
| Hormozgan                 | Bandar Abbas | 70.669 km²    | 1.410.667           | 18,6 hab./km²         | 11    | Abans formava part de la província de Kerman. Fins al 1977, la província s'anomenava Banader va Jazayer-e Bahr-e Oman (Ports i Illes del Mar d'Oman).                                                                                   | Hormozgan                 |
| Ilam                      | Ilam         | 20.133 km²    | 545.093             | 27,1 hab./km²         | 7     | Abans formava part de la província de Kermanshah. | Ilam                      |
| Esfahan                   | Esfahan      | 107.029 km²   | 4.590.595           | 41,6 hab./km²         | 21    | El 1986, alguns territoris de la província de Markazi foren agregats a les d'Esfahan, Semnan i Zanjan. | Esfahan                   |
| Kerman                    | Kerman       | 180.836 km²   | 2.660.927           | 13,5 hab./km²         | 14    | | Kerman                    |
| Kermansah                 | Kermansah    | 24.998 km²    | 1.938.060           | 77,5 hab./km²         | 13    | Del 1950 al 1979, tant la ciutat com la província de Kermansah s'anomenaven Kermansahan, i entre el 1979 i el 1995, Bakhtaran. | Kermansah                 |
| Khorasan Septentrional    | Budjnurd     | 28.434 km²    | 820.918             | 27,7 hab./km²         | 6     | El 2004, Khorasan fou dividit en tres províncies: Khorasan Septentrional, Khorasan Razavi i Khorasan Meridional. | Khorasan Septentrional    |
| Razavi Khorasan           | Mashad       | 144.681 km²   | 5.620.770           | 36 hab./km²           | 19    | El 2004, Khorasan fou dividit en tres províncies: Khorasan Septentrional, Khorasan Razavi i Khorasan Meridional. | Khorasan Razavi           |
| Khorasan Sud              | Birjand      | 69.555 km²    | 640.218             | 7,3 hab./km²          | 8     | El 2004, Khorasan fou dividit en tres províncies: Khorasan Septentrional, Khorasan Razavi i Khorasan Meridional. | Khorasan Meridional       |
| Khuzestan                 | Ahvaz        | 64.055 km²    | 4.345.607           | 67,8 hab./km²         | 18    | | Khuzestan                 |
| Kohgiluyeh i Boyer-Ahmad  | Yasuj        | 15.504 km²    | 695.099             | 44,8 hab./km²         | 5     | Abans formava part de la província de Khuzestan. Fins al 1990, la província s'anomenava Bovir Ahmadi i Kohkiluyeh. | Kohgiluyeh i Boyer-Ahmad  |
| Kurdistan                 | Sanandaj     | 29.137 km²    | 1.574.118           | 54 hab./km²           | 9     | Abans formava part de la província de Gilan. | Kurdistan                 |
| Luristan                  | Khurramabad  | 28.294 km²    | 1.758.628           | 62,2 hab./km²         | 9     | Abans formava part de la província de Khuzestan. | Luristan                  |
| Markazi                   | Arak         | 29.130 km²    | 1.361.394           | 46,7 hab./km²         | 10    | Abans formava part de la província de Mazandaran. El 1986, alguns territoris de la província de Markazi foren agregats a les d'Esfahan, Semnan i Zanjan.                                                                                | Markazi                   |
| Mazanderan                | Sari         | 23.701 km²    | 2.940.831           | 118,9 hab./km²        | 15    | | Mazanderan                |
| Qazvin                    | Qazvin       | 15.549 km²    | 1.166.861           | 75 hab./km²           | 5     | El 1996, els xahrestans de Qazvin i Takestan foren segregats de Zanjan per crear la província de Qazvin. | Qazvin                    |
| Qom                       | Qom          | 11.526 km²    | 1.064.456           | 92,4 hab./km²         | 1     | Fins al 1995, Qom era un shahrestan de la província de Tehran. | Qom                       |
| Semnan                    | Semnan       | 97.491 km²    | 590.512             | 6 hab./km²            | 4     | Abans formava part de la província de Mazandaran. El 1986, alguns territoris de la província de Markazi foren agregats a les d'Esfahan, Semnan i Zanjan.                                                                                | Semnan                    |
| Sistan i Balutxistan      | Zahedan      | 181.785 km²   | 2.410.076           | 12,6 hab./km²         | 8     | Fins al 1986, la província s'anomenava Balutxistan i Sistan. | Sistan i Balutxistan      |
| Teheran                   | Teheran      | 18.814 km²    | 13.530.742          | 645,8 hab./km²        | 13    | Fins al 1986, Teheran formava part de la província de Markazi. | Teheran                   |
| Yazd                      | Yazd         | 129.285 km²   | 992.318             | 7,4 hab./km²          | 10    | Abans formava part de la província d'Esfahan. El 1986, part de la província de Kerman fou cedida a la de Yazd. El 2002, el xahrestan de Tabas (55.344 km²) fou transferit de la província de Khorasan a la de Yazd.                     | Yezd                      |
| Zanjan                    | Zanjan       | 21.773 km²    | 970.946             | 44,6 hab./km²         | 7     | Abans formava part de la província de Gilan. El 1986, alguns territoris de la província de Markazi foren agregats a les d'Esfahan, Semnan i Zanjan.                                                                                     | Zanjan                    |
| Iran (Total)              | Teheran      | 1.628.554 km² | 71.767.413          | 44 hab./km²           | 332   | | Iran                      |